# Rio Carlino
Il rio Carlino (Karlinbach in tedesco) è un torrente dell'Alto Adige. Nasce dalla Palla Bianca nelle Alpi Venoste, forma la Valle Lunga (Langtaufers), bagnando Melago e Curon, frazioni di Curon Venosta. Presso il capoluogo sfocia nel lago di Resia alla quota di 1.474 m.